# تپه عزیزکور
تپه عزیزکور مربوط به مفرغ است و در شهرستان دالاهو، بخش مرکزی، دهستان بیونیج، ۱/۳ کیلومتری شمال غربی روستای آسیاب تنوره واقع شده و این اثر در تاریخ ۲۶ اسفند ۱۳۸۶ با شمارهٔ ثبت ۲۱۷۷۵ به‌عنوان یکی از آثار ملی ایران به ثبت رسیده است.